# Krzepice (województwo dolnośląskie)
Krzepice – wieś w Polsce położona w województwie dolnośląskim, w powiecie strzelińskim, w gminie Strzelin.

## Podział administracyjny
W latach 1975–1998 miejscowość administracyjnie należała do województwa wrocławskiego.

## Rolnictwo i usługi
W miejscowości działało Państwowe Gospodarstwo Rolne Krzepice, które w 1961 roku uruchomiło kawiarnię.

## Zabytki
Do wojewódzkiego rejestru zabytków wpisany jest:
- zespół pałacowy:
  - pałac, z XVI/XVII w., dobrze zachowany, przebudowany w stylu klasycystycznym w pierwszej połowie XIX w., w pierwszych latach XX w.
  - park, z drugiej połowy XIX w.